# Jack Tuijp
Jacobus Johannes Tuijp, noto anche come Jack Tuyp, detto Jack (Volendam, 23 agosto 1983), è un ex calciatore olandese, di ruolo attaccante.

## Caratteristiche tecniche
Centravanti, può giocare sia come seconda punta sia come trequartista.

## Carriera
Vanta 64 presenze e 13 reti in Eredivisie e più di 170 gol tra i professionisti (sei triplette), la maggior parte nella seconda divisione olandese, campionato nel quale è stato eletto per tre volte miglior marcatore (2008, 2012 e 2013).
Trascorre la maggior parte della carriera nel Volendam, dove esordisce nel 2002 e gioca fino al 2013, escludendo una breve parentesi al Groningen (2004-2005) durante la quale non va a segno nel campionato di Eredivisie. Dopo aver vinto per due volte di fila il titolo di capocannoniere dell'Eerste Divisie, segnando 47 reti in 60 giornate di campionato e mantenendo un'alta media realizzativa (0,78), Tuijp passa agli ungheresi del Ferencvaros a titolo gratuito. Parte da titolare, andando subito in gol alla prima giornata contro il Pecsi, sfida vinta 1-2, per poi essere utilizzato sempre più frequentemente. Con l'arrivo del tecnico tedesco Thomas Doll, Tuijp non vede più il campo. Nella stagione 2014-2015 è ceduto in prestito all'Helmond Sport, seconda serie olandese, dove non riesce a ripetere le prestazioni offerte al Volendam. Tornato a Budapest al termine dell'annata, è acquistato dal Volendam a costo zero.

## Palmarès

### Club

#### Competizioni nazionali
- Eerste Divisie: 1

Volendam: 2007-2008

### Individuale
- Capocannoniere della Eerste Divisie: 3

2007-2008 (26 gol), 2011-2012 (20 gol), 2012-2013 (27 gol)